# Liparis coheni
Espèce
Liparis coheni, la Limace de Cohen, est une espèce de poissons de la famille des Liparidae (limaces de mer).

## Étymologie
Son nom spécifique, coheni, ainsi que son nom vernaculaire, lui ont été donnés en l'honneur de Daniel M. Cohen (d) (1930-2017), ichtyologiste américain.